# Derde Hoorndermolenpolder
De Derde Hoorndermolenpolder is een voormalig waterschap (molenpolder) in de Nederlandse provincie Groningen.
Het waterschap is op verzoek van het bestuur van de kolonie Hoorn opgericht in 1867. De noordgrens van de polder lag op zo'n 500 m ten noorden van de Oerdeweg, de oostgrens op de kade lang de Westerwoldse Aa (Hoornderweg), de zuidgrens lag op 400 m ten noorden van de Weverslaan. De polder was ongeveer 1½ km diep. De molen van de polder sloeg uit op de Westerwoldse Aa. 
Waterstaatkundig gezien ligt het gebied sinds 2000 binnen dat van het waterschap Hunze en Aa's.

## Naam
De naam verwijst naar de ligging van vier waterschappen, die tezamen de oorspronkelijke Hoorndervenen vormden op de linkeroever van de Westerwoldse Aa. Van noord naar zuid waren dit: de Welvaart, de Nijverheid, de Derde Hoorndermolenpolder en Hoorn-Zuidkant.